# Pic de Cernalles
El Pic de Cernalles és una muntanya de 2.584 metres que es troba entre els municipis d'Alt Àneu, a la comarca del Pallars Sobirà i l'Arieja a França.